# Acanthinevania longigena
Acanthinevania longigena är en stekelart som först beskrevs av August Schletterer 1889.  Acanthinevania longigena ingår i släktet Acanthinevania och familjen hungersteklar. Inga underarter finns listade i Catalogue of Life.